# Domingos de Andrade Figueira
Domingos de Andrade Figueira (Itaguaí, 24 de julio de 1834 - 14 de agosto de 1910) fue un abogado y político brasileño.
Se graduó de la Facultad de Derecho de San Pablo en 1857. Después de hacer una carrera como abogado, fue nombrado gobernador de la Provincia de Minas Gerais en 1868. Fue elegido diputado por el Partido Conservador en 1869 y fue diputado de la asamblea provincial de Río de Janeiro entre 1870 y 1872.
Era un esclavista y fue uno de los adversarios principales del Vizconde de Río Branco en la aprobación de la Ley de libertad de vientres. Fue presidente de la Cámara del 5 de mayo de 1886 al 4 de mayo de 1887.
Se enfrentó a los republicanos y, después de la Proclamación de la República, buscaba restaurar la monarquía en Brasil, cuestionando la salud mental de su enemigo Benjamin Constant. Fue satirizado por Lima Barreto.